# Sagrada Família
Sagrada Família eller mere formelt Temple Expiatori de la Sagrada Família, er en ufærdig kirke, i Barcelona, Catalonien, Spanien, der betragtes som arkitekten Antoni Gaudís mesterværk. Sagrada Família betyder på catalansk Hellige Familie, dvs., Josef, Maria og Jesusbarnet, og er genstand for katolsk andagt.
Det er et romersk-katolsk nygotisk bygningsværk fra anden halvdel af 1800-tallet. Efter uoverensstemmelser mellem foreningen som stod for bygningsværket og den originale arkitekt Francesc del Villar, blev Gaudí sat på projektet i 1883, hvorefter designet blev fuldstændig ændret. Han arbejdede på dette projekt i over 40 år, hvor de sidste 15 år af hans liv var fuldstændig dedikeret til dette byggeri. Angående den ekstremt langsomme proces skulle Gaudí efter sigende have spøgt: "Min klient har ikke travlt".
Bygningen blev stadig højere og højere, mens stilen blev mere og mere fantastisk med fire spindelformede tårne, som er kronet med geometrisk formede toppe, som sandsynligvis var inspireret af kubismen, da de blev færdiggjort omkring 1920. Der er også mange komplicerede dekorationer, som skulle være i stilen art nouveau.
Gaudí afspejlede fødslen, døden og Jesu genopstandelse i katedralens facader. Han ville bygge tolv tårne, som skulle repræsentere apostlene samt fire tårne for evangelisterne. Tårnene skulle være mellem 90 og 120 meter i højden. To andre tårne skulle repræsentere Jesus og Jomfru Maria. Her ville “Jesus” opnå en højde på 170 meter (5 gange Rundetårns højde).
I 1910 blev Gaudí offer for Malta-feberen, men til trods for sin svækkede tilstand formåede han at designe den voldsomme facade “La Pasión”. La Pasión repræsenterer Jesu lidelse og død. Facaden består af geometriske former med kold og nøgen udsmykning og står i sin voldsomme helhed støttet af de store knogler. Knoglerne bryder billedet med deres diagonale snit og udgør facadens støttepiller.
Gaudí døde i 1926, men arbejdet var langt fra færdigt. Tårnene var oprindeligt tænkt som tre gange højere. Først da Barcelona får besøg af den danske konge Christian 10. i 1929, færdiggjordes tårnene på “fachada del Nacimiento” – fødsels-facaden.
Dele af den ufærdige kirke og Gaudís modeller var ødelagt under den spanske borgerkrig. Gaudí havde ikke efterladt nogle videre planer for konstruktionen og arbejdet har derefter været sporadisk. Siden 1940 har arkitekterne Francesc Quintana, Puig Boada og Lluís Gari fortsat arbejdet. Skulpturene af J. Busquets og den kontroversielle Josep Subirachs pryder facaderne.
Ifølge The New York Times havde Sagrada Família allerede pr. 1991 ca. 2.5 million besøgende årligt.

## Galleri
- En af kirkens facader
- Parade foran kirken 1. maj 2022
- Der bygges stadig (2004)